# Charles Grey, VII conte di Kent
Charles Grey (1545 – Blunham, 26 settembre 1623) è stato un nobile inglese.

## Biografia
Era figlio di Henry Grey (1520–1545) e Margaret St John.
Suo padre era figlio di Henry Grey, IV conte di Kent ma premorì al genitore. Il titolo di conte di Kent passò quindi nel 1545 da nonno a nipote a Reginald e poi a Henry, fratelli maggiori di Charles.
La famiglia Grey viveva modestamente, nonostante i nobili natali, in quanto il terzo conte Richard, prozio di Charles, aveva venduto i beni di famiglia indebitandosi al gioco.
Suo fratello Reginald, sposatosi con Susan Bertie, figlia di Catherine Willoughby e parente lontana di Elisabetta I d'Inghilterra, riuscì a riavere indietro alcuni beni finiti nelle mani della corona.
Sia Reginald che Henry non ebbero figli dalle rispettive consorti così che ad ereditare il titolo spettò al più giovane dei fratelli Grey, Charles. Questi, sposato con Susan Cotton, figlia di Sir Richard Cotton, ebbe due figli:
- Henry Grey, VIII conte di Kent (c. 1583–1639).
- Susan Grey (?-1620), sposatasi con Sir Michael Longueville.

Insieme al titolo nobiliare, dal fratello Henry ereditò anche un incarico pubblico: dal 1615 fino alla sua morte fu Lord luogotenente di Bedfordshire. Dapprima da solo, dal 1621 condivise l'ufficio con suo figlio.